# Brugnetto
Brugnetto (Brugnètt in dialetto gallo-piceno) è un paese in provincia di Ancona, il cui territorio è suddiviso in due frazioni, nei comuni di Senigallia e di Trecastelli.

## Storia
Il suo nome deriva dal fatto che anticamente era presente un bosco di prugni, in latino prunetum.

## Geografia fisica
Brugnetto sorge sulla strada provinciale SP 12 che collega la costa adriatica  con l'entroterra marchigiano lungo la Valle del Misa e la Valle del Nevola.
Dista 8 km da Senigallia e 6 km da Ripe.
Lungo il lato a Sud dell'abitato scorre il fiume Misa e il suo unico affluente: il Nevola.

## Monumenti e luoghi d'interesse
Nel paese, popolato da circa 1 200 abitanti, sono presenti la chiesa di San Michele arcangelo che conserva vari dipinti, e il Palazzo Antonelli Castracani Augusti,  noto con il nome di "Villa dalle 100 finestre".
Il Palazzo delle Cento Finestre è sotto la protezione divina e la Chiesa di Santa Timotea e S.Francesco d'Assisi, situato proprio accanto al palazzo, è consacrata e tuttora utilizzata dalla nobile famiglia Martines Augusti Castracane in occasioni di preghiere, cerimonie solenni ed incontri culturali.
Ogni mercoledì un gruppo di fedeli creato dalla contessa Maria Pia Augusti e da suo figlio il conte Giovanni recitano il santo rosario in latino dedicandolo alla Madonna di Mediugorje.

### Chiesa di San Michele arcangelo
Le prime notizie della chiesa parrocchiale si hanno nel 1594 quando questa è visitata da Ridolfi, il quale viste le precarie condizioni dell'edificio la fa ricostruire. Questa seconda fase edilizia della chiesa resta in uso per circa duecento anni. Nel 1789 la nuova chiesa parrocchiale viene ricostruita dall'architetto Petri di Montale di Arcevia su commissione del conte Angelo Antonelli. L'edificio attuale è il risultato dei restauri effettuati in seguito al terremoto del 1930, e altri negli anni ottanta commissionati dal parroco don Carlo Paolucci.

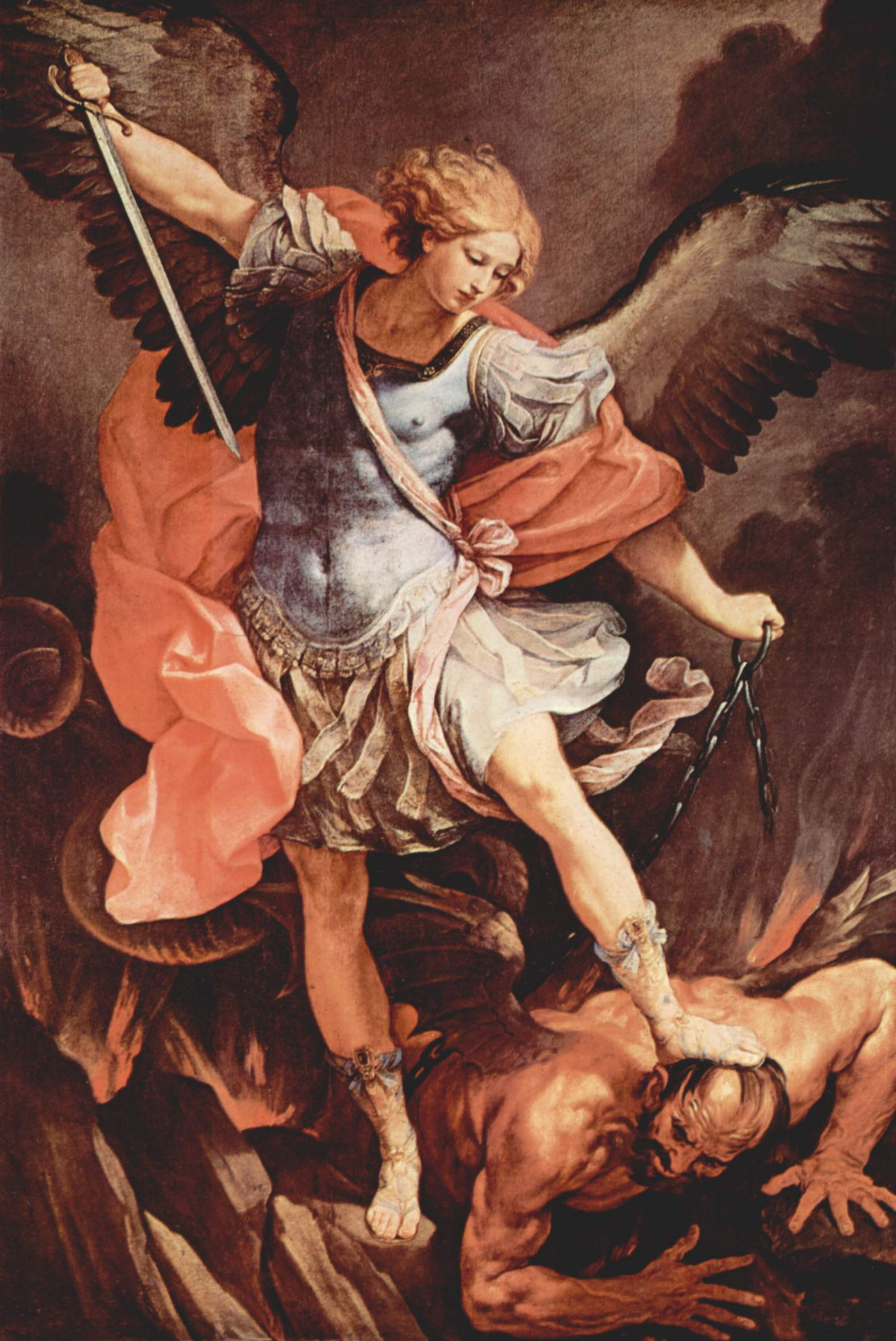
La tela di San Michele arcangelo di Guido Reni conservata nella chiesa di Santa Maria della Concezione a Roma.

Tra e opere d'arte che l'edificio sacro conserva si ricordano il quadro della Madonna della misericordia di autore ignoto datato al 1790, oggetto della venerazione popolare, la Via Crucis 14 tele dipinte ad olio da autore ignoto nel XVIII secolo.
Al santo titolare della parrocchia è dedicato una tela posta nell'abside, è una copia di autore ignoto del XVIII secolo del San Michele di Guido Reni conservata nella Chiesa di Santa Maria Immacolata a Via Veneto a Roma, un'altra nota copia è esposta alla Santuario della Santa Casa di Loreto, oltre che in numerose altre chiese della diocesi di Senigallia (Assunta di Senigallia, Sant'Angelo di Senigallia, Serra de' Conti, Morro d'Alba). La fortuna di quest'opera nella diocesi senigalliese è probabilmente dovuto al fatto che fu commissionato al Reni dal cardinale Antonio Barberini (fratello di Papa Urbano VIII), vescovo di Senigallia dal 1625 al 1628.

## Economia
A Brugnetto vi sono alcune piccole industrie site nella locale zona industriale ed artigianale, attive nel settore edilizio e delle materie plastiche.
Tra le attività economiche più tradizionali, diffuse e attive vi sono quelle artigianali, come la rinomata produzione di articoli per arredamento, in vimini.